# Johannes Cochläus
Johannes Cochläus, właściwie Johannes Dobeneck (ur. 10 stycznia 1479 w Raubesried, zm. 11 stycznia 1552 we Wrocławiu) – niemiecki humanista i teolog, jeden z głównych oponentów i pierwszy katolicki biograf Marcina Lutra.
Studiował na Uniwersytecie w Kolonii od roku 1504 do 1510, kiedy został rektorem Szkoły im. św. Wawrzyńca w Norymberdze.
Stanowisko to piastował do roku 1515. Wydał wówczas wiele podręczników szkolnych. Podczas pobytu w Rzymie w latach (1517–1519) został wyświęcony na kapłana. Powrócił do Niemiec, by w 1520 zostać dziekanem we Frankfurcie nad Menem (gdzie po raz pierwszy został zaangażowany w kontrowersje dotyczące reformacji), w 1526 kanonikiem w Moguncji, a w 1535 kapelanem księcia Jerzego z Saksonii. Pamflet wymierzony w króla Anglii Henryka VIII doprowadził do przenosin Cochläusa do Meissen. W 1539, gdy książę Jerzy zmarł, Johannes został zastąpiony przez swego brata Henryka, luteranina, co spowodowało, że musiał opuścić Saksonię, gdzie nie był już dłużej bezpieczny.
Znalazł schronienie we Wrocławiu (wówczas „Presslaw”), gdzie został kanonikiem i, coraz bardziej zaniepokojony postępami reformacji, kontynuował osobistą krucjatę przeciwko Lutrowi mimo swojej początkowej do niego sympatii. Po raz ostatni publicznie wystąpił w Ratyzbonie w 1546, trzy lata później opublikował krytyczną wobec Lutra biografię Commentaria de actis et scriptis Lutheri, po czym powrócił do Wrocławia na emeryturę.